# Модра Стена
Модра Стена је насеље у Србији у општини Бабушница у Пиротском округу. Према попису из 2022. било је 96 становника.
Модра Стена се налази на путу Пирот—Бабушница—Власотинце—Лесковац. Кроз насеље протиче река Лужница.

## Демографија
У насељу Модра Стена живи 235 пунолетних становника, а просечна старост становништва износи 56,3 година (53,7 код мушкараца и 58,7 код жена). У насељу има 111 домаћинстава, а просечан број чланова по домаћинству је 2,32.
Ово насеље је великим делом насељено Србима (према попису из 2002. године), а у последња три пописа, примећен је пад у броју становника.
|  |

| Демографија | Демографија | Демографија |
| Година      | Становника  | Становника  |
| ----------- | ----------- | ----------- |
| 1948.       | 825         |             |
| 1953.       | 809         |             |
| 1961.       | 746         |             |
| 1971.       | 577         |             |
| 1981.       | 441         |             |
| 1991.       | 356         | 356         |
| 2002.       | 257         | 257         |
| 2011.       | 181         |             |
| 2022.       | 96          |             |

| Година пописа     | 1948. | 1953. | 1961. | 1971. | 1981. | 1991. | 2002. |
| ----------------- | ----- | ----- | ----- | ----- | ----- | ----- | ----- |
| Број домаћинстава | 142   | 146   | 161   | 167   | 159   | 143   | 111   |

| Број чланова      | 1  | 2  | 3  | 4 | 5 | 6 | 7 | 8 | 9 | 10 и више | Просек |
| ----------------- | -- | -- | -- | - | - | - | - | - | - | --------- | ------ |
| Број домаћинстава | 27 | 50 | 17 | 9 | 5 | 3 | 0 | 0 | 0 | 0         | 2,32   |

| Пол    | Укупно | Неожењен/Неудата | Ожењен/Удата | Удовац/Удовица | Разведен/Разведена | Непознато |
| ------ | ------ | ---------------- | ------------ | -------------- | ------------------ | --------- |
| Мушки  | 113    | 16               | 88           | 8              | 0                  | 1         |
| Женски | 128    | 8                | 86           | 34             | 0                  | 0         |
| УКУПНО | 241    | 24               | 174          | 42             | 0                  | 1         |

| Пол    | Укупно                    | Пољопривреда, лов и шумарство | Рибарство                            | Вађење руде и камена | Прерађивачка индустрија       |
| ------ | ------------------------- | ----------------------------- | ------------------------------------ | -------------------- | ----------------------------- |
| Мушки  | 41                        | 17                            | 0                                    | 0                    | 4                             |
| Женски | 12                        | 10                            | 0                                    | 0                    | 0                             |
| УКУПНО | 53                        | 27                            | 0                                    | 0                    | 4                             |
| Пол    | Производња и снабдевање   | Грађевинарство                | Трговина                             | Хотели и ресторани   | Саобраћај, складиштење и везе |
| Мушки  | 0                         | 4                             | 11                                   | 0                    | 0                             |
| Женски | 0                         | 1                             | 0                                    | 0                    | 0                             |
| УКУПНО | 0                         | 5                             | 11                                   | 0                    | 0                             |
| Пол    | Финансијско посредовање   | Некретнине                    | Државна управа и одбрана             | Образовање           | Здравствени и социјални рад   |
| Мушки  | 0                         | 0                             | 1                                    | 0                    | 0                             |
| Женски | 0                         | 0                             | 0                                    | 1                    | 0                             |
| УКУПНО | 0                         | 0                             | 1                                    | 1                    | 0                             |
| Пол    | Остале услужне активности | Приватна домаћинства          | Екстериторијалне организације и тела | Непознато            | Непознато                     |
| Мушки  | 1                         | 0                             | 0                                    | 3                    | 3                             |
| Женски | 0                         | 0                             | 0                                    | 0                    | 0                             |
| УКУПНО | 1                         | 0                             | 0                                    | 3                    | 3                             |

| Етнички састав према попису из 2002.‍ | Етнички састав према попису из 2002.‍ | Етнички састав према попису из 2002.‍ | Етнички састав према попису из 2002.‍ | Етнички састав према попису из 2002.‍ |
| ------------------------------------ | ------------------------------------ | ------------------------------------ | ------------------------------------ | ------------------------------------ |
|                                      |                                      |                                      |                                      |                                      |
| Срби                                 | Срби                                 |                                      | 256                                  | 99,61%                               |
| Македонци                            | Македонци                            |                                      | 1                                    | 0,38%                                |

| Етнички састав према попису из 2022.‍ | Етнички састав према попису из 2022.‍ | Етнички састав према попису из 2022.‍ | Етнички састав према попису из 2022.‍ | Етнички састав према попису из 2022.‍ |
| ------------------------------------ | ------------------------------------ | ------------------------------------ | ------------------------------------ | ------------------------------------ |
|                                      |                                      |                                      |                                      |                                      |
| Срби                                 | Срби                                 |                                      | 39                                   | 40,6%                                |
| непознато                            | непознато                            |                                      | 57                                   | 59,4%                                |

## Галерија
- Кућа са двориштем
- Куће поред пута
- Кућа
- Усамљена кућа